# Anasarka

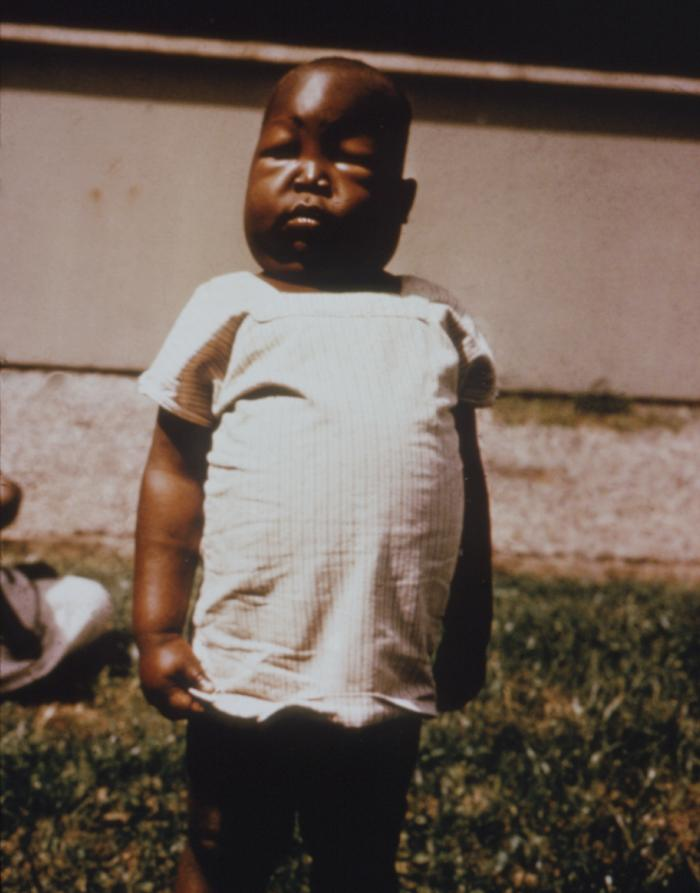
Kind mit massiven Ödemen (Anasarka) aufgrund malariabedingter Niereninsuffizienz

Eine Anasarka (gr. hydrōps ana sarka, über der Muskulatur) ist ein nicht-entzündliches Ödem des Unterhautzellgewebes (Hautwassersucht). 
Die Flüssigkeit wird meist in Weichteilen eingelagert, zum Beispiel im Rücken oder an den Flanken. Ein solches Ödem tritt häufig bei Patienten mit einer Rechtsherzinsuffizienz oder einer vermehrten Flüssigkeitszufuhr bei reduzierter Urinausscheidung (Oligurie) oder fehlender Urinausscheidung (Anurie) auf. Ebenso kann es bei Proteinmangel beobachtet werden.
Innerhalb der Blutgefäße besteht eine Hypervolämie. Dadurch steigt der hydrostatische Druck im Gefäß an; der onkotische Druck, der dem hydrostatischen gegenübersteht, jedoch nicht. Das Ergebnis ist ein gesteigerter Filtrationsdruck. Es kommt zum Flüssigkeitsübertritt vom Gefäß ins umliegende Gewebe. Die Folge sind die oben genannten Ödeme.
Nicht nur in den Weichteilen treten Ödeme auf, sondern auch insbesondere bei der Rechtsherzinsuffizienz im Magen und den nachfolgenden Verdauungsorganen, so dass die Resorption von Medikamenten gestört ist; diese müssen dann parenteral gegeben werden.